# 南川ある
南川 ある（みなみかわ ある、1997年1月27日 - ）は、日本の歌手、女優。東京都出身。身長156cm。
「南川ある」は本名で「あるがままに生きてほしい」という意味を込めて名付けられた。かつては劇団若草やスマイルモンキーに所属し、子役として映画やテレビドラマに出演していた。2019年からソロシンガーとして活動、2022年からはオフィスカオルに所属し(2025年4月末まで）、メジャーデビューを果たしている。

## 経歴
3歳でNHK「おかあさんといっしょ」出演を果たし、2001年より劇団若草に所属。子役として活動を始め、仕事をしながら、芝居や音楽、舞踊を学んだ。サレジオ小学校在学中の2007年に、スマイルモンキーに移籍。2008年より6年間「東宝Jr.」というミュージカルのクラスに通う。中高は明星学園に進学。2012年から2015年まで、ミュージカルスクールに通う。高校では合唱部に所属し、生徒会長も務めていた。
2015年より、お茶の水女子大学文教育学部言語文化学科英語圏言語文化コースに通いながら、日本最古の歴史がある早稲田大学のアカペラサークル「Street Corner Symphony」に所属。在学中は、早稲田大学国際教養学部の入学式やイェール大学との合同ライブに参加したほか、アメリカ文学を専攻し、ブロードウェイの文化や歴史を学んだ。準優勝した全国大学生カラオケチャンピオン大会では、MCの芸人エハラマサヒロに“バファリンボイス”と称され、「優しさが半分入っている」とたたえられた。
2016年9月には、本場のエンターテイメントを探究すべく2週間単身でニューヨークに渡り、ダンスレッスンやボイストレーニングを積んだ。2019年の大学卒業を機に、ソロのアーティストとして活動を始める。2020年には「Be Choir」「URUHAMO」という複数のゴスペルグループに所属した。
2022年10月アルバム「あるがまま」をリリースし、メジャーデビューを果たした。
2023年4月にはエフエムさがみでラジオ番組「南川ある　あるのあるがまま」の放送を開始した。
公式ファンネームは「ある中」。2023年10月に公式ファンクラブ「ある中診療所」を開院した(2025年５月末で閉院）。
2024年11月には東京都福祉人材情報バンクシステム「ふくむすび」福祉人材集中PR月間の一環として、PR動画「DJ編」「自分らしく編」に出演、歌手以外の活動も注目されている。

## 主な出演作

### ラジオ
- 南川ある　あるのあるがまま（2023年4月7日-エフエムさがみ）[6][7][11]

### CM
- ウイッツコミュニティ（2023年）（テレビ神奈川）[12]
- ココスジャパン「COCO'S」（2007年）歌唱出演
- 進研ゼミ中学講座

### モデル
- 伊豆シャボテンヴィレッジ＆伊豆グランヴィレッジ公式Instagram（2021年）[13]

### 映画
- クローズドノート（2007年） - 山石早苗役
- ふみ子の海（2007年） - ユキ役
- リンダ リンダ リンダ（2005年） - 美佐子役
- オペレッタ狸御殿（2005年） - 豆狸役
- 帰郷（2004年） - まゆみ役
- バトル・ロワイアルII 鎮魂歌（2003年） - テロリスト役

### TV
- 非婚同盟（2008年、フジテレビ） - 大江和子少女時代
- いのちのいろえんぴつ（2008年、テレビ朝日） - 前島美佐役
- 天才てれびくんMAX（2005年、NHK教育） ぼくがぼくであること - 真由美役
- 慶次郎縁側日記（2004年、NHK） - 6話 おその役
- スカイハイII（2004年、テレビ朝日）
- はればれポレポレ（2002年、CS）レギュラー
- さよなら私（2014年、NHK） - 三上春子（高校時代）役

### 舞台
- 奇跡の人（2006年） - セアラ役
- 細雪（2005年） - 悦子役
- 売らいでか!（2005年） - 山内まり子役
- Rebellion（2025年上演予定）[14]

## ディスコグラフィ

### シングル（メジャーデビュー前）
|   | リリース日    | タイトル                            |
| - | ------------- | ----------------------------------- |
| 1 | 2020年8月12日 | Seize the Day                       |
| 2 | 2021年6月12日 | Fairy Tale 〜物語のはじまりのうた〜 |
| 3 | 2021年6月12日 | Fコード                             |
| 4 | 2021年6月12日 | ミルクティー                        |
| 5 | 2022年5月7日  | 何者                                |

### 参加曲（メジャーデビュー前）
|   | リリース日     | タイトル                     | アーティスト  | 備考                           |
| - | -------------- | ---------------------------- | ------------- | ------------------------------ |
| 1 | 2021年12月23日 | Colorful (feat. 南川ある)    | odasis        |                                |
| 2 | 2022年6月13日  | 君からなのに (feat.南川ある) | BITTER MOUSSE | 『器用な君と、不器用な僕』収録 |

### アルバム（メジャーデビュー後）
|   | リリース日                                | タイトル   | 品番         |
| 1 | 2022年10月25日                            | あるがまま | YZWG-50      |
| 2 | 2023年11月11日（配信先行） 2023年11月26日 | あるのうた | （自主制作） |

### 参加曲（メジャーデビュー後）
|   | リリース日   | タイトル          | アーティスト | 備考                                                                          |
| - | ------------ | ----------------- | ------------ | ----------------------------------------------------------------------------- |
| 1 | 2023年8月6日 | Brand New My Soul | たんぱつ。   | ガンバレルーヤよしこ with たんぱつ。ver 「映画 政見放送」（谷健二監督）主題歌 |

### 音楽活動実績
2024年6月23日
| 年月日                | 名称                                                                                 | 会場                             | 備考 |
| --------------------- | ------------------------------------------------------------------------------------ | -------------------------------- | --- |
| 2018年11月24日        | テレビ朝日「アナ行き!」優勝                                                          |                                  | |
| 2019年10月29日        | 「南川ある 1st Oneman Live」                                                         | 汐留bluemood                     | 動員：45名 |
| 2019年11月            | BS-TBS「いきなり!リクエストバトル」                                                  |                                  | 4週連続出演 |
| 2019年12月15日        | 「KARASTA LIVE2」                                                                    | harevutai                        | 共演アーティスト：オーイシマサヨシ、Jewel |
| 2019年12月31日        | 「第70回NHK紅白歌合戦」                                                              |                                  | RADWIMPSのバックコーラス |
| 2020年2月24日         | 日食なつこ「△Sing better△ Tour」                                                     | 東京国際フォーラム               | バックコーラス |
| 2020年7月23日         | 「1st Talk&Live in OSAKA」                                                           | footrock&beers                   | 初の地方ライブ 動員：現地17名・オンライン25名 |
| 2020年8月12日         | 「南川ある 2nd Oneman Live」                                                         | 汐留bluemood                     | 動員：現地28名・オンライン36名 |
| 2020年11月23日        | 「Possibility vol.3」                                                                | 川崎CLUB CITTA’                  | 共演アーティスト：Duwende、虹色侍ずま、財部亮治、Penthouse、Snugs、CAIKI、Rofu、BLACKONWHITE等 |
| 2020年12月～2022年5月 | 「てるまえ」                                                                         | 新宿ROTT                         | マンスリーブッキングライブ 動員：30～60名 |
| 2021年4月11日         | 城南海ホールツアー「城南海 ウタアシビ2021冬」                                        | 北とぴあさくらホール             | オープニングアクト |
| 2021年5月29日         | 「URUHAMO -ONEMAN CONCERT-」                                                         | 二子玉川GEMINI Theater           | 動員：現地50名・オンライン70名 |
| 2021年6月12日         | 「南川ある3曲同時リリースイベント～物語のはじまりのうた～」                          | 新宿ROTT                         | 動員：現地29名・オンライン25名 |
| 2021年8月29日         | 「南川ある 1st Original Concert」                                                    | 二子玉川GEMINI Theater           | 動員：現地50名・オンライン47名 |
| 2021年12月25日        | 「南川ある Christmas Concert」                                                       | 新宿ROTT                         | 動員：現地22名・オンライン112名 |
| 2022年2月27日         | 「南川ある Birthday Concert」                                                        | 新宿ROTT                         | 動員：現地34名・オンライン100名 |
| 2022年5月8日          | 「南川ある 1st Hall Concert “The Culmination”」                                      | 座・高円寺２                     | 動員：現地175名・オンライン392名 |
| 2022年6月～2024年12月 | 「南川ある マンスリーワンマンライブ」                                                | 国分寺GiveHearts                 | 合計29回実施 |
| 2022年8月             | 黒沢薫 Billboard Tour 2022 「All U Need is Luv」                                     | ビルボードライブ横浜、大阪、東京 | バックコーラス |
| 2023年2月5日          | 「南川ある major debut Special Showcase〜あるがままのあるともうします〜」            | ヒューリックホール東京           | ゲスト：Psalm、虹色侍ずま、Be Choir |
| 2023年4月             | ミュージカルショーライブ「大人恋愛事情」                                             | 吉祥寺 STAR PINE’S CAFE          | 共演：泉鮎子、加藤葉子、川本実依、小島ことり、清水廉、趙京來、村上晴香 |
| 2023年7月22日         | 「Possibility vol.5」                                                                | 川崎CLUB CITTA’                  | 共演アーティスト：虹色侍ずま、黒沢薫、浪岡真太郎&矢野慎太郎(Penthouse)、SO-SO、Nagie Lane、Rabbitt Cat、加藤礼愛、熊本エミ、SAP(Sing Along! Project)、Monday Dirty Jokes、MARISA、MARU、中山栄嗣、増倉義将、Be Choir等 |
| 2023年8月             | 黒沢薫 Billboard Tour 2023 「SSL」                                                   | ビルボードライブ横浜、東京、大阪 | バックコーラス |
| 2023年11月26日        | 「南川ある Major Debut 1st Anniversary LIVE」 - 2nd ミニアルバム作っちゃいました！ - | 吉祥寺 STAR PINE’S CAFE          | |
| 2024年6月16日         | 南川ある FIRST TOUR 2024 「あるに夢中なあなたに”愛”に」〜ついでにたこ焼き〜          | 大阪 歌う魚                      | ゲスト 優花、萌々奈 |
| 2024年6月23日         | 南川ある FIRST TOUR 2024 「あるに夢中なあなたに”愛”に」〜ついでに手羽先〜            | 愛知 sunset BLUE                 | ゲスト 加藤梨菜 |
| 2024年6月29日         | 南川あるミニクラシックコンサート                                                     | サンパール荒川                   | 演奏者 ピアノ：梨奈 バイオリン：kaname、西浦詩織 クラリネット：Akane、工藤尚規 サックス：manatsu。 |
| 2024年7月7日          | 南川ある FIRST TOUR 2024 「あるに夢中なあなたに”愛”に」〜ついでに牛タン〜            | 宮城 SENDAI KOFFEE CO.           | ゲスト 山田祥子、Psalm |
| 2024年7月13日         | 南川ある FIRST TOUR 2024 「あるに夢中なあなたに”愛”に」〜ついでに水炊き〜            | 福岡 como es                     | ゲスト かわらだあいか、PAULETTE |
| 2024年7月15日         | 南川ある FIRST TOUR 2024 「あるに夢中なあなたに”愛”に」〜ついにファイナル〜          | 東京 御茶ノ水KAKADO              | ゲスト 小林未奈、遠坂めぐ |
| 2025年1月19日         | 南川ある BIRTHDAY TOUR 2025『 あるは芸歴２５年目。 神戸公演                          | 神戸 C-Lump&UP                   | ゲスト 優花 |
| 2025年1月26日         | 南川ある BIRTHDAY TOUR 2025『 あるは芸歴２５年目。 』 名古屋公演                     | 名古屋 sunset BLUE               | ゲスト 加藤梨菜 |
| 2025年2月2日          | 南川ある BIRTHDAY TOUR 2025『 あるは芸歴２５年目。 』 東京公演 FINAL                 | 座・高円寺２                     | 演奏 ピアノ：田中ひなの ギター：長谷龍之介 クラリネット：Akane |

## その他
- 大阪府枚方市公式テーマソング「この街が好き」合唱ver.歌唱担当（2019年）
- 三鷹市市政施行70周年記念テーマソングメインボーカル、記念動画出演（2020年）
- 木山裕策カバーアルバム『Home＆Lives』コーラス参加（2021年）
- 「#オルガン坂生徒会」出場：8回　優勝：6回
- 中国スマホ用ゲーム「璀璨星途」日本語版主題歌「Brand New World」歌唱（2022年）[18][19]
- 室田瑞希アルバム『M bit』収録曲「Tokyo Jungle」コーラス参加（2022年）
- 第78回国民スポーツ大会　SAGAアスリート応援サウンド「Wow!!（ウォゥ）」歌唱（2023年）[20]
- 映画『きみといた世界』の主題歌「永遠であれと」の作詞と歌を担当(2024年)[21]
- 三鷹市・矢吹町姉妹市町締結60周年記念映像　主題歌「空にのせて」歌唱・作詞・作曲(2024年)[22]